# خیزران (مادر هارون الرشید)
الخیزران بنت عطا (عربی: الخیزران بنت عطاء) (درگذشت ۷۸۹) همسر مهدی خلیفه عباسی و مادر دو خلیفه هادی و هارون الرشید بود، وی از سال ۷۷۵ تا اوایل ۷۹۰ در دوران سلطنت همسر و پسرانش حکومت کرد؛ و به دلیل تأثیر بسیار زیاد بی‌نظیرش در امور دولتی مشهور است.
الخیزران گرچه به طور رسمی حاکم نبود، با این وجود اولین زنی در تاریخ اسلام بود که عملاً حکومت می‌کرد و اولین زنی در تاریخ مسلمانان بود که سکه‌های طلا و نقره به نام خود ضرب کرد. وی به نام همسر و پسرانش، مهدی، هادی و هارون، به یکی از قدرتمندترین زنان زمان خود یا تاریخ جهان تبدیل شد. خیزوران در طول زندگی و حرفه خود از وضعیت برده برای خلیفه، و ارتقاء به صیغه مهدی (سلطنت:۷۷۵-۷۸۵)، سپس صیغه مورد علاقه، و در نهایت همسر قانونی او و ملکه ای بر حق خود رسید که دربار، محافظان، خادمان و کارگزاران مستقل از مهدی داشته و جدا از مهدی از میزان بسیار عظیمی اقتدار سیاسی برخوردار و ثروتش بعد از شوهرش در کل خلافت دوم بود و همچنین او توانست با موفقیت مهدی را راضی به محروم کردن حقوق همسران و فرزندان دیگرش کند و پسران متولد شده توسط او؛ موسی‌الهادی و هارون‌الرشید را به عنوان‌ تنها وارثان به ترتیب نام‌گذاری کند. این شاهکارها نه تنها به این دلیل که خیزوران توانست خود را از برده داری به سلطنت برساند و آینده پسرانش را به عنوان ‌خلفای بعدی تامین کند، تأثیرگذار بود، بلکه این امر را در دورانی انجام داد که تحرک اجتماعی و سیاسی، برای زنان، بسیار زیاد محدود یا در اغلب موارد غیرممکن بود. خیزران در زمان سلطنت مهدی، در کنار او بسیار به مشکلات عادی مردمی اهمیت می‌داد و غالباً در دیوان عام هر دو با هم حاضر می شدند و خلیفه پیش از صدور دستورات برای امور امر و نهی مربوط به درخواست‌ها، نظرات وی را جویا می‌شد.

در اواخر سلطنت مهدی، در واقع خیزران بود که کلیه امور قلمرو را اداره می‌کرد، زیرا مهدی بیشتر وقت خود را به شکار و تفریح می گذراند، و دوست داشت به کلی اوقات خوشی را سپری کند، بنابراین خیزران می‌توانست اداره امور را به تنهایی برعهده داشت باشد و آن را از دربار خود کنترل کند. حتی پس از مرگ مهدی، او در دوران سلطنت پسرانش همچنان از اقتدار و نفوذ برخوردار بود. در زمان مرگ نابهنگام مهدی، الخّیزُران در پایتخت (بغداد) قبلاً امور دولت را به دست گرفته بود و با پنهان کردن مرگ وی و پرداخت حقوق افسران ارتش، بیعت سربازان را برای پسرش هادی به عنوان خلیفه جدید تأمین کرد. اما هادی از مشارکت کنترل‌کننده فعال و جدایی‌ناپذیر مادرش در امور امر و نهی که بدون مشورت با او انجام می‌داد، بسیار ناراضی شد و از سهیم‌شدن اقتدار بی چون و چرای خلافت با مادرش مخالفت کرد و الخیزران از این واقع خشمگین شد و با پسرش درگیر شد. او اقتدار پسرش را در طول مبارزه برای قدرت با دادن مخاطبان خاص خود در روز به شماری متعدد از درخواست‌کنندگان، پیام‌رسانان و مقامات و افسران با چالش رو برو کرد و در نهایت با مسمومیت او را کشت. او سرانجام پسر دومش هارون الرشید را به قدرت رساند. برخلاف برادرش، هارون با مادرش مخالفت نکرد و رسماً تمام قدرت را به مادرش سپرد و به نصیحت‌ها و توصیه‌های مادرش اعتماد کرد.

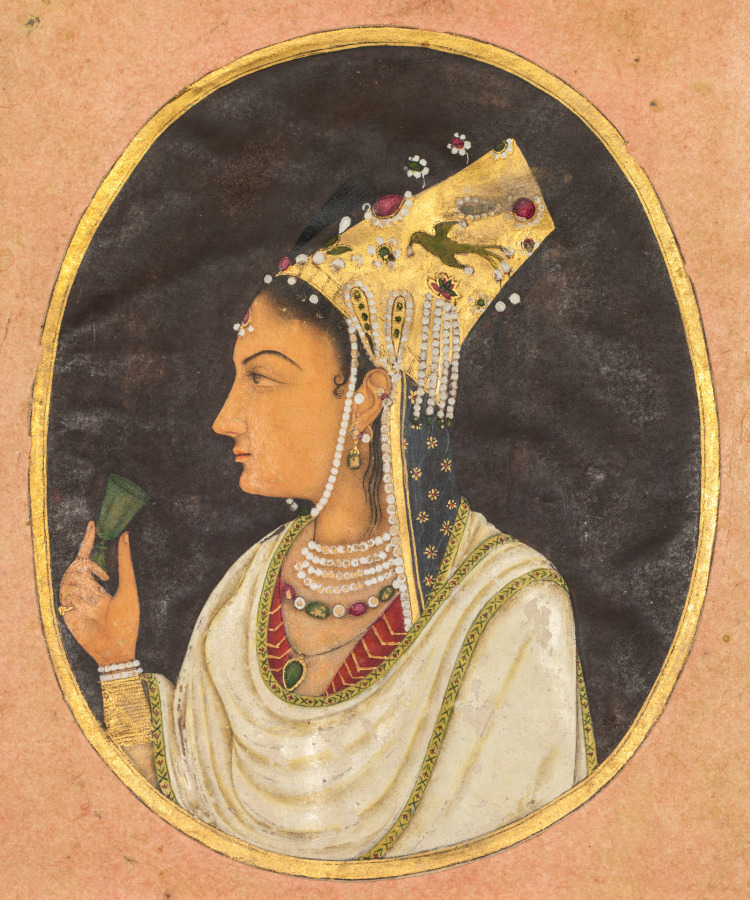

## زندگی‌نامه
الخّیزُران از جوراش، نزدیک بیشا مدرن، عربستان سعودی بود. وی توسط یک بادیه نشین از خانه اش ربوده شد و سپس وی را در سفر برده فروشی در نزدیکی مکه به مهدی در حین سفر خود فروخت. به طور رسمی بردگی مسلمانان برای مسلمانان قانونی نبود، با این وجود همه منابع بر این که او برده بوده است قاطع هستند و به نظر می‌رسد که شکستن قاعده رسمی برده داری مسلمانان در این زمینه در عمل غیر معمول نبوده است.

### نقش فعال در زمان سلطنت مهدی
الخّیزُران بسیار زیبا، باهوش و با استعداد توصیف شد: در آن زمان، زنان برده حرمسرا به دلیل آموزش خود در موسیقی، رقص، آواز، طالع بینی، ریاضیات و الهیات به منظور حفظ علاقه ارباب خود مشهور بودند. خیزران درس های منظمی را در فقه توسط دانشمندان، بسیار آموخته بود. وی سرانجام صیغه مورد علاقه مهدی، به نام جریا شد. خیزران در طول دوره کنیزی خود مجبور بود با رقبای زن در حرمسرای مهدی رقابت کند؛ در دوره‌ای که مهدی یک شاهزاده بود، یک زن به نام مکنونا برای مدتی کوتاه توجه‌اش را جلب کرد و خیزران بعدتر در زمانی که مهدی به سلطنت رسید؛ به عنوان تنها سوگلی مهدی از سوی او آزاد شده و با ازدواج رسمی با خلیفه به قدرت رسید، و در این زمان علناً اعتراف کرد و گفت: 
"در مدتی که او (مکنونا) مورد لطف شوهرم بود، من بسیار پریشان بودم؛ هیچ زنی جز او مرا نترساند و در میان همسران او (مهدی) موقعیتم را دشوار نکرد؛ اما او (مکنونا) به زودی توجه و لطف او (مهدی) را از دست داد و من به موقعیت امن خودم بازگشتم."
پس از مرگ منصور و جانشینی مهدی به عنوان خلیفه در سال ۷۷۵، خیزران به طور کامل رقیب خود مکنونا را حذف کرد و حتی به راحتی موفق شد مهدی را متقاعد کند که او را آزاد کند و در یک مراسم قانونی و باشکوه با او ازدواج کند و همچنین مهدی را متقاعد کرد از همسر اولش، شاهزاده خانم رایتا، دختر خلیفه الصفاح، جدا شده و او را از امتیازاتش محروم کند: او همچنین به راحتی مهدی را متقاعد کرد که فرزندان خود را در اولین ازدواج زندگی خود از موقعیت وارث تاج و تخت، محروم کند، و در عوض پسران متولده او را به عنوان وراث به تربیب نامگذاری کند، علیرغم اینکه این رسم که در آن زمان اجازه نمی داد که فرزندان یک برده به عنوان وارث شناخته شوند، اما مهدی بخاطر علاقه بی‌حدی که به خیزران داشت این کار را کرد، همچنین اکنون خیزران به عنوان همسر عقدی خلیفه بسیار قدرتمند بود. او همچنین بخاطر عشق و اعتماد مهدی، از آن زمان به بعد، به عنوان قدرتمندترین و تأثیرگذارترین زن دربار شناخته می‌شد و هر روز که خلیفه به دیوان (شورای عالی دولت) می رفت، او آشکارا خلیفه را همراهی می کرد و در پشت محل پرده‌دار خود با وزرا صحبت می‌کرد و احکام و دستوراتی را مربوط به امور مهم دولتی صادر می کرد. همچنین خّیزُران در زمانی که مهدی برای مدت زمان بسیار طولانی غایب بود، و دوست داشت به کلی اوقات خوشی را سپری کند، از سوی او مسئول نظارت بر گردش امپراتوری و اجرای برخی از امور روزمره مربوط به دولت بود.
در دربار، او متحد برمکیان بود. الخیزران در زمان همسر خود به موقعیت فوق‌العاده غیرمعمولی برای یک زن رسید. او در حرمسرا خلوت که امن‌ترین، مسدوت‌ترین و غیرقابل نفوذترین مکان در دنیا بود، زندگی نمی‌کرد، زیرا مهدی به او اجازه داد در یک دربار جداگانه بنشیند و خیزران با آزادی نسبی در کاخ خود به رتق و فتق امور می‌پرداخت, کلیه سران اداری و سپاهی و سایر گروهها, به کاخش مرتب می‌رفتند. دستگاه اداری – اقتصادی فعّال و پرچنب و جوشی داشت؛ به شفاعت گناهکاران می‌پرداخت و «به میل خود همواره امر و نهی و نقض و آبرام می‌کرد». این یک نوآوری که از نظر فرهنگی برای یک زن که سابقه بردگی داشته کاملاً غیر عادی و نامناسب تلقی می‌شود و موقعیت بسیار تاثیرگذار، قدرتمند و مهم خیزران در امپراتوری را علناً نشان می‌دهد. خیزران مادر، دو خواهر و تنها برادر خود را به دربار فراخواند. او موفق شد خواهرش سلسبیل را با شاهزاده جعفر عقد كند و باعث تقویت بیشتر خود با خانواده شوهرش شد، خواهر کوچکترش اسما برای مدتی سه یا چهار ماه همسر مهدی شد، زمانی که‌ خیزران بین اواخر سال ۷۷۵ تا اوایل ۷۷۶ یک سفر زیارتی تقریبا دو ماه داشت، مهدی ناگهان عاشق اسما شده و با او ازدواج کرد و یک میلیون دینار طلا و یک میلیون دهم نقره به عنوان‌ جهیزیه عروسی به او داد، خیزران در هنگام بازگشت از سفر زیارتی از ازدواج خواهر خود با شوهرش ‌باخبر شد و آنها را خیلی سریع پس از بازگشت به بغداد، وادار به طلاق کرد، همچنین او برادرش غطرف را فرماندار يمن کرد.
الطبری یک قسمت را ذکر می کند، که مهدی و خیزران با هم مشاجره جدی و تلخی کردند و مهدی با عصبانیت فراوان محل زندگی همسر محبوب خود را ترک کرد. این خیزران را از قلب و ذهن مهدی محو نمی کند. در واقع، او از مقابله و مخالفت با مهدی، که در چندین مورد انجام داده بود، هیچ ترسی نداشت و آشکارا توانایی بحث و انتقاد شدید از خلیفه را داشت، این نشان دهنده امتیازی بی‌سابقه و فوق‌العاده و کاملاً ممنون برای آن دوره برای کسی (چه مرد و چه زن) بود. واقدی یکی از مشاوران مهدی بود که امور را بین آنها صاف کرد و صلح را بین زن و شوهر برقرار کرد، خلیفه بسیار زیاد سپاسگزار بود و با پرداخت دو هزار دینار طلا به او پاداش داد، مبلغی بسیار زیاد سنگین و هنگفت برای آن زمان بود. خیزران نیز با فرستادن یكی از خادمان خود با پارچه‌های ابریشمی جواهر و طلا دوزی شده و هزار و نهصد و نود دینار طلا، ده دینار كمتر از هدیه مهدی، قدردانی خود را نشان داد، زیرا نمی خواست با هدیه خلیفه مطابقت داشته باشد یا با آن رقابت كند. یکی از کارهای مهم خیزران که نمونه ای دیگر از قدرت سیاسی عظیم او بود، مداخله به نمایندگی از زندانی، یحیی برمکی، که یک عضو از خانواده برجسته برمکی‌ها بود است، که یحیی و پسرانش بعداً به وزیران (وزرای) آینده تبدیل شدند. مهدی وی را به جرم سوءاستفاده از قدرت و اقتدار در استان فارس و همچنین به بهانه رشوه دستگیر کرده بود. با این حال، وی به دلیل حمایت خیزران در پرونده‌اش قبل از محاکمه یحیی توسط خلیفه مهدی، آزاد شد، این یک اقدام خودسرانه و بدون اجازه خلیفه بود.
او و مهدی به جز دو پسر شناخته شده‌یشان (دو خلیفه بعدی؛ هادی و هارون)، پسر دیگری به نام عیسی که تاریخ خیلی از او یاد نکرده و یک دختر به نام بانوکا داشتند که پدرش آنقدر این دختر را دوست داشت که به او یک کاخ جداگانه با خدمه و نوکران بسیار داده بود، آزادی کامل (برخلاف شاهزاده خانم های پیشین) و حقوقی قابل توجه (ده برابر حقوق شاهزاده خانم‌ها را داد) و او را مانند پسران لباس پوشید تا بتواند در طول سفرهای نظامی با خود بیاورد: وقتی او در ۱۶ سالگی درگذشت، پدر را سخت دچار درد و رنج تلخی کرده و با دستور مهدی یک عزاداری در یک مراسم قانونی با تسلیت عمومی برای او باعث رسوایی شد، که برای دختری صحیح دیده نمی شد.
یک بار هنگامی که خیزران در تخت خود توسط زنان دیگر شاهی نشسته بود، یک خدمتکار به او خبر داد که موزنه، بیوه مروان دوم، آخرین خلیفه اموی، درب منزل است. موزنه بشدت فقیر شده بود و قرض های فراوانی داشت و داستان و موقعیت او قلب خیزران را چنان تحت تأثیر قرار داد که او ترتیب تأمین هزینه‌های او را داد، او را با تمام احترام در خانه سلطنتی نگهداشت و قرض‌هایش را پرداخت. وقتی که عصر آن روز خّیزُران و مهدی شام را با هم صرف کردند، او آنچه را که اتفاق افتاده بود به مهدی نگفت. مهدی صدقه او را ستود و موزنه از حمایت سلطنتی تا زمان مرگ در سلطنت بعدی برخوردار شد.

### نقش فعال در زمان سلطنت هادی
در سال ۷۸۵، مهدی در هنگام لشکرکشی به همراه پسرش هارون درگذشت، که برای اطلاع او به بغداد شتافت. خیزران کنترل اوضاع را در دست گرفت و انتقال روان قدرت را برنامه ریزی کرد، در این زمان دو پسرش در شهر غایب بودند و برای تأمین جانشینی پسر بزرگش، وزیران را فراخواند و به آنها دستور داد برای تأمین نظم پایتخت، سریعاً دستمزد ارتش را بپردازند، و سپس همه بزرگان دولتی، افسران نظامی و مقامات دربار را به طور غیابی با پسرش هادی بیعت داد و همه چیز را آماده کرد. تا اینکه هادی، که یکی از استان ها را اداره می کرد، به بغداد بازگشت.
گفته می‌شود که الخیزران در دوران پسرش خواستار ادامه سیاست و حکومت بود: "خیزران هنوز آزادی، اعتبار، امتیازات و اختیارات دوره سلطنت شوهرش را داشت و علناً این‌بار هم برای پسرش همه امور را حل و فصل می‌کرد و می‌خواست بر پسرش تسلط کامل یابد؛ همانطور که قبلاً بر پدر او، مهدی تسلط کامل داشت." او همچنان در اتاق‌های خود به مخاطبان رسمی با سران اداری و سپاهی و فقیهان و سایر گروه‌های دیگر می‌پرداخت و در مورد همه امور دولتی در زمان پسرش هادی رائ و نظر داده و بحث می‌کرد:
"وی بدون مشورت با او [هادی] اقتدار خود را بر امور او [هادی] اعمال می‌کرد و به تصمیم گیری در انحصار خود ادامه داد، الخیزران در زمان پسرش هادی قدرتمندترین فرد امپراتوری باقی‌ماند. خّیزُران مانند گذشته رفتار می‌کرد، در زمان سلطنت مهدی؟ با کنترل کامل بر امور مربوط به امر و نهی، داد و ستد و حتی مرگ و زندگی به طور موثر فعالیت داشت و باعث شد؛ کلیه رعایان، مقامات، فقیهان، قاضیان، بازرگانان، بزرگان، فرمانداران و سرداران و گناهکاران در روز و مرتب از درب خانه او رفت و آمد کنن و از او شفاعت یا رحمت بخواهند یا با او مشورت کنن و او با رتق و فتق امور مسلمین اقتدار خلیفه رو با چالش رو برو کرد."
با این حال، هادی با مشارکت وی در امور دولتی مخالفت کرد و تمایلی به نمایش اقتدار توسط مادرش را نداشت و سعی داشت وی را از این کارها کنار بگذارد و گفته می شود، در یک‌ اقدام بیش از حد خودسرانه مادرش هشدار داده و به مادرش گفت:
"از محدودیت های اساسی حیاء زنانه فراتر نروید و در نقش بخشنده سخاوتمند شخصا زیاده روی نکنید؛ زنان را به مهمات ملک چه کار است؟ امور حاکمیت فقط در کار مردان است. به دعاهای خود و مهره های نماز خود نگاه کنید؛ زنهار که بعد از این درب سرای خود را بر هیچ مسلمان و ذمّی نگشائی."
او این واقعیت را که مادرش به التماس‌کننده‌گان، مقامات و سرداران و غیره‌ .... مخاطب می دهد و با آنها مشورت می‌کند و این کارها باعث می‌شد اقتدار خلیفه با بحران و چالشی روبرو شود مخالفت کرده و در نتیجه با این که مادرش با مردان مخلوط می شود عصبانی شده، و او این کار را نادرست می داند، هادی که قبول نمی‌کند اقدامات مادرش را و او علنا با اجتماع مقامات و سرداران خود به مسئله زندگی عمومی مادران پرداخت و از آنها پرسید:
"چه کسی در میان ما بهتر و بالاتر است، شما یا من؟" خلیفه هادی از مخاطبان خود پرسید.
مجمع پاسخ داد: "بدیهی است که شما بهتر و بالاتر هستید، امیرالمؤمنین‌".
"و مادر چه کسی بهتر است، مال من یا شما؟" خلیفه در ادامه صحبت خود پرسید.
حاضران پاسخ دادند: "مادر شما بهتر و بالاتر است، امیرالمؤمنین‌".
هادی با عصبانیت ادامه داد: "كدام شما دوست دارد كه مردانی در مورد مادر شما اخبار پخش كنند؟"
حاضران در پاسخ گفتند: "هیچ کس دوست ندارد که درباره مادرش صحبت شود."
خلیفه در ادامه گفت: "پس چرا مردان به مادرم می روند تا با او صحبت کنند و بجای من از او دستور می‌گیرند؟"
معمولاً تا این دوره زمانی، زنان مسلمان هنوز از حرمسرا به طور كامل از جامعه جدا نشده بودند، اما سیستم حرمسرا در زمان خلافت عباسی، در جهان اسلام كاملاً نهادینه می شد.
علي رغم مخالفت، هادی نتوانست پايگاه اقتدار خارق العاده مادرش را به هم بزند و او از بازنشستگي از سياست به حرمسرا خودداري كرد. این درگیری سرانجام در ملاعام به طور پرسر و صدا آشکار شد وقتی که او به نفع التماس کننده ای به نام عبدالله بن مالک شفاعت کرد و علناً از پسرش خواست که پاسخی به او برسد، اما هادی صبر خود را از دست داد و صریحاً با خشمی وصف نشدنی در دربار بر سر او فریاد زد:
"لحظه ای صبر کنید و به سخنان من خوب گوش دهید .... هرکس از میان اطرافیان من - سرداران من، وزرای من، بندگان من (مردم عادی) - با گزارشات، نامه‌ها و خواسته‌هایی به شما مراجعه کند، سرش را قطع می کنم و اموالش را مصادره می کنم. معنای آن جمع هایی کثیری که هر روز دور درب شما می چرخند چیست؟ آیا شما دوکی ندارید که شما را مشغول کند، یک قرآن برای نماز، یک اقامتگاهی که در آن از کسانی که شما را محاصره می کنند پنهان شوید؟ خودتان را تماشا کنید، و وای بر شما اگر دهان خود را به نفع کسی باز کنید و بخواهید در امور نظر دهید."
گفته می شود که الخیزران پس از این حادثه پسر بزرگش هادی را به قتل رسانده است. یکی از دلایل این است که خیزران فهمید که وی قصد دارد هارون الرشید پسر دوم‌او که برادرش بود را بکشد، دلیل دیگری نیز این‌بود که هادی قصد داشت او را مسموم کند، که پس از اینکه یک خادم به او خبر داد و او به غلامانش دستور داد سگی را بیاورند تا از ظرف غذایی که او به بهانه آشتی برایش فرستاده بود بخورد، این موضوع را کشف کرد. زمان وقوع این حوادث برای اطمینان شدن از مرگ او، هادی بعداً غلامی به خیزوران فرستاد و گفت: 
"چگونه از ظرف برنج خوشتان آمد؟ "
خیزران پاسخ داد:" من بسیار لذت بردم خیلی زیاد. "
هادی در جواب گفت؟ تو آن را نخوریدی، زیرا اگر می خوردی من از شر تو خلاص می شدم".
یک نسخه ادعا می کند که او وظیفه کشتن پسرش را به یکی از صیغه های برده‌ پسرش داده است تا او را با وسیله سم در هنگام خواب بکشد. ادعا شد که کنیز اول هادی را مسموم کرد، اما چون زهر قوی نبود با ضعیف شدنش با بالشت کار را تمام کرده و او را خفه کرد. هادی در سن ۲۲ سالگی و بعد از ۱۴ ماه سلطنت بر اثر مسمومیت و خفگی درگذشت.

### نقش فعال در زمان سلطنت هارون الرشید
خیزران در زمان لحظه مرگ‌ هادی، برای مانع از اختلافات جانشینی؛ سریع اقدام کرده و همان شب، هارون را به جانشینی برگزید و به همه وزرا و سرداران پایتخت و کلیه فرمانداران و حاکمان ایالات و استان‌ها حکمی را صادر کرد که باید با هارون بیعت کرده و از او اطاعت کنند. با برتخت نشستن هارون او دوباره مشارکت فعال خود را بدون هیچ مانعی در اداره امپراتوری آغاز کرد. پسر دومش، خلیفه هارون الرشید، برعکس برادرش، مخالفتی با شرکت فعال مادرش در امور دولت نداشت، بلکه در عوض به صراحت به توانایی سیاسی وی اعتراف کرد و علناً به مشاوره وی گوش داده و کاملاً متکی بود و اعتماد کرد، و حتی مهر سلطنتی را به او داد، همچنین اجازه داد در هر فرمان سلطنتی، نام‌ او را کنار نام خلیفه داشت باشد، و حتی در هر نماز جمعه در کنار نام خلیفه نام او را نیز در خطبه‌ بیاورند، و بدین‌سان باز هم قلمرو را در واقع خیزران به تنهایی اداره کرد. یکی از دلایل داشتن اقتدار مطلق و بی‌بدیل خیزران در این زمان بر امور امر و نهی می‌تواند بی‌توجه‌ای هارون نسبت به وظایف حکمرانی باشد. هارون با افتخار خاطرنشان كرد كه هیچ دلیلی وجود ندارد كه او از شریک شدن اقتدار خود و مشورت کردن با یک زن خجالت بكشد، اگر این زن از توانایی و درخششی مانند خیزران برخوردار باشد.
بدین ترتیب تصدیق می شود که وی در زمان سلطنت پسر دومش نیز در تصمیم گیری که سیاست خلافت را تشکیل می داد، شرکت کامل داشت (در واقع تصمیم‌گیرنده بود) و دوباره دربار خود را برای پذیرش مقامات و افسران عالی‌رتبه و سایر گروه‌ها راه انداخت؛ در این زمان با خواست و تاثیر او هارون مربی و حامی سابقش یحیی برمکی که در روی کار آمدن او تلاش زیادی کرده بود را به مقام وزارت گماشت و اختیارات کامل بر همه امور مُلک و رعایا را به او داده و سپس هارون به یحیی امر کرد تا در مورد همه چیز و همه امور بجای او به مادرش برود و با او مشورت کند؛ بنابراین خیزران نظارت، نتیجه گیری و تعیین و تکلیف کرده و در کلیه امور فرمان‌ها را صادر می‌کرد و یحیی برمکی گوش به فرمان او بود و با تعیین او مهمات ملک و رعایا را حل می‌کرد. در نتیجه، در این زمان الخیزران تمام اقتدار حاکمیت را بدست گرفته و حفظ کرد و در واقع به جای خلیفه حکومت کرد. همچنین او اقتدار كامل خود را بر پسرش با یك جمله قدیمی و عامه پسند "حق مادر حق خداست" مشروعیت بخشید.
"تاریخچه، جزئیات دستاوردهای سیاسی خیزران را شرح نمی دهد، اما سکه هایی به نام او ضرب شده، کاخ هایی برای او نامگذاری شده است، و گورستانی که در آن حکام عباسی در آنجا آرام گرفتند، نام او را یدک می کشد، و همه نه تنها به وضعیت بلکه برای مدنی نیز گواهی بزرگی او را می دهد."
هنگامی که وی در اواخر سال ۷۸۹ درگذشت، پسرش قوانینی را نقض کرد که خواستار عدم تأسف او بود و در عوض غم و اندوه خود را علنی نشان داد و در مراسم خاکسپاری وی شرکت کرد، تابوت مادر را با پای برهنه تا محل دفن همراهی کرد. وی سپس نماز میت را خواند و یک بار دیگر به مقبره او رفت تا احترام به یاد او بگذارد و قبل از ترک قبرستان خداحافظی کند، که توجه بسیاری را به خود جلب کرد.

## میراث

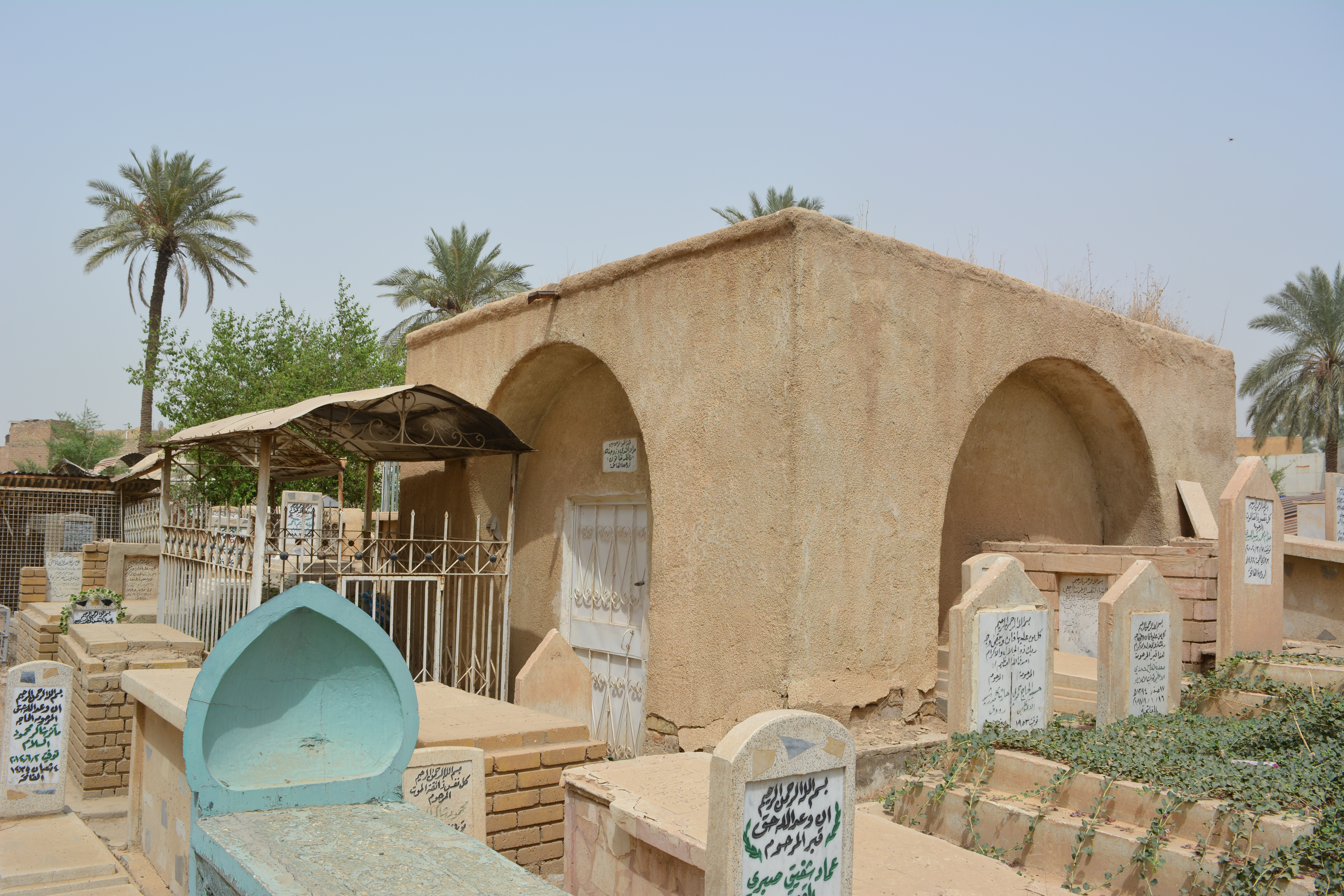
مقبره خیزران: در منطقه اعظمیه واقع شده که یکی از مناطق معروف بغداد است. مقبره خیزران محل دفن بسیاری از شخصیت‌های دینی و تاریخی برجسته است.

خیزوران زنی بشدت استثنایی و فوق العاده بود. او با اراده قوی، عزم، شجاعت، حیله گری، شعور، خرد، پشتکار و بی رحمی از وضعیت برده به مقام ملکه و ملکه مادر رسید. او قدرت مهیب و تاثیرگذار پشت تاج و تخت سه خلیفه بود و تأثیر عمده ای - هرچند پنهان - بر روی کار آمدن هر سه نفر آنها و سیاست های خلافت و امور خصوصی دربار داشت. تنها عاملی که او را محدود می کرد این واقعیت بود که او باید اراده و قدرت خود را از طریق مردان اعمال می کرد و نمی توانست تاج و تخت را برای خود بگیرد و تنها به حق خود حکومت کند، اقدامی که سایر حاکمان زن مانند شجر الدر مصری و رضیه سلطانه دهلی انجام می دادند. قرن ها بعد به ترتیب در مصر و هند انجام داد.